# Musca hebes
Musca hebes är en tvåvingeart som först beskrevs av Harris 1780.  Musca hebes ingår i släktet Musca och familjen styltflugor. Inga underarter finns listade i Catalogue of Life.